# La settima croce
La settima croce (The Seventh Cross) è un film del 1944 di Fred Zinnemann ispirato al romanzo omonimo di Anna Seghers. È una delle prime pellicole ad affrontare il tema dei lager nazisti.

## Trama
Germania, 1936. Sette tedeschi antinazisti sono fuggiti nottetempo dal campo di concentramento di Westhofen, vicino a Worms. Ognuno di loro rappresenta una categoria sociale della società tedesca: uno scrittore, un artista di circo, un maestro di scuola, un contadino, un ebreo garzone di bottega, e due attivisti politici, George Heisler e il suo mentore - oltre che leader del gruppo di fuggiaschi - Wallau. Le guardie carcerarie del campo li inseguono, li catturano e li crocifiggono a sette alberi. Solo uno di loro riuscirà a scappare fortunosamente alla cattiva sorte: è George, ora spiritualmente inaridito e reso insensibile dalle brutalità della prigionia.
Il primo ad esser ricatturato è Wallau, che muore senza che gli vengano estorte informazioni sui compagni, e da allora voce narrante del film. Braccato, ferito, indebolito, George vaga per le campagne cercando di raggiungere la città natale di Mainz, dove vive la sua ex ragazza, Leni, che gli aveva promesso di aspettarlo ma la trova ormai sposata ad un altro e per nulla disposta ad aiutarlo. È quindi costretto a rivolgersi a Frau Marelli, su indicazioni del circense, che lo aiuta con cibo e denaro, e in seguito viene aiutato anche da Paul, un vecchio amico, che rischia la sua vita e quella della sua famiglia per lui. Finalmente ottiene rifugio in una locanda dove lavora anche la cameriera Toni, grazie alla quale riacquista fiducia nell'umanità.

## Produzione
Il film fu prodotto dalla Metro-Goldwyn-Mayer (MGM) (controlled by Loew's Incorporated) e si basa su The Seventh Cross, romanzo di Anna Seghers - una tedesca fuggita dalla Germania hitleriana che aveva trovato rifugio in Messico - tradotto in inglese da James A. Galston e pubblicato a Boston nel 1942.
Le riprese del film iniziarono a metà novembre 1943 e si conclusero l'8 marzo 1944. Il 4 maggio, vennero girate delle scene addizionali.
Per Fred Zinnemann, questa fu la sua prima regia importante. Il film segna il debutto di Katherine Locke; Jessica Tandy, la protagonista femminile, era un'attrice teatrale moglie di Hume Cronyn, l'attore che, con il ruolo di Paul Roeder, ottenne la candidatura agli Oscar come miglior attore non protagonista.
A causa delle norme in vigore alcuni elementi furono modificati o censurati: sia l'autrice del romanzo che il protagonista sono comunisti ma nel film non si precisa mai il partito al quale appartiene George.
Sempre il protagonista nel libro è sposato ma nel film risulta libero per non farlo apparire come un adultero. La pubblicità infatti puntava molto sull'aspetto romantico della storia.
Molti piccoli ruoli furono affidati a persone in fuga dalla Germania Nazista, tra questi figura anche Helene Weigel, la moglie di Bertold Brecht.

## Distribuzione
Il film fu presentato a New York il 28 settembre 1944.
Distribuito dalla Metro-Goldwyn-Mayer (MGM), uscì nelle sale cinematografiche USA il 24 luglio 1944. Grazie alla distribuzione internazionale il film registrò un profitto di circa 1 milione di dollari.